# Коваленко Василь Петрович
Ковале́нко Васи́ль Петро́вич (*13 лютого 1938, с. Галаганівка, Чигиринський район, Черкаська область — †16 вересня 1993, м. Кривий Ріг, Дніпропетровська область) — український журналіст, поет, профспілковий діяч.

## Освіта
Кінець 60-х років — Дніпропетровський національний університет імені Олеся Гончара, факультет української філології. Спеціальність — «вчитель української мови та літератури».

## Профспілкова діяльність
У період з 1965 до початку 80-х років був багаторічним головою профспілкової організації одного із найпотужніших в ті часи будівельних підприємств Кривого Рогу — тресту «Криворіжбуд». Трест був головним підрядником на спорудженні металургійного заводу «Криворіжсталь» (нині — ВАТ «АрселорМіттал Кривий Ріг»).

## Журналістська діяльність
З початку 80-х років працював в криворізькій міській газеті «Червоний гірник» на посадах кореспондента, згодом завідувача відділів економіки та новин. Був у лавах членів Національної спілки журналістів України.

## Поетична творчість
В період 60-тих років написав близько сотні ліричних віршів, які опубліковані на сторінках криворізької міської газети «Червоний гірник», а також в збірках молодих поетів того часу. На початку 90-х років написав вірш за легендою про запорізького козака Кривого Рога, який був покладений на музику. Ця пісня стала поповнила перелік пісень про Кривий Ріг.

## Відзнаки
У пам'ять про колегу Коваленка Василя Петровича з ініціативи криворізької організації Національної спілки журналістів України у 2002 році встановлено меморіальну дошку на одному із будинків по вулиці Орджонікідзе в м. Кривий Ріг.

## Родина
Син Коваленко Віктор Васильович, 1971 р.н. — український журналіст.